# Katouna
Katouna  este un oraș în Grecia în prefectura Aetolia-Acarnania.